# カール・タウジヒ

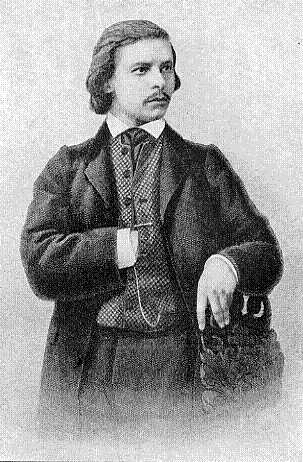
カール・タウジヒ

カール・タウジヒ（Carl Tausig, 1841年11月4日 - 1871年7月17日）はポーランド出身のピアニスト。姓はタウジッヒとも表記する。ポーランド語ではカロル・タウシク（Karol Tausig）。

## 略歴
ワルシャワでユダヤ系の家庭に生まれ、父アロイス（Aloys Tausig, 1820-1885）からピアノの手ほどきを受ける。その後フランツ・リストをヴァイマルに訪ねて師事を認められ、その後、演奏旅行に同行するようになる。この時タウジヒは14歳であった。師事後、ドイツに定住して1865年にベルリンでピアノ教室を開くが、すぐに教室を畳んでヨーロッパ各地で演奏旅行を行い、模範的な演奏技巧によって知られるようになった。29歳の時にライプツィヒにて、腸チフスにより他界した。
作曲家として残した作品は数少なく、ほとんど調査・研究されていない。
自作のほかに、数多くの作曲家の作品をピアノ曲に編曲した。バッハの《トッカータとフーガ ニ短調》BWV565の編曲はわりあい有名である。他にリヒャルト・ワーグナーの編曲(『ワルキューレ』より「ワルキューレの騎行」、『トリスタンとイゾルデ』の「イゾルデの愛の死」など）のピアノ編曲が遺されている。また、ショパンの『ピアノ協奏曲第1番』の改訂も行ったが、ピアノ・パートはおろか曲自体にも大幅に手を加えたが、そのヴァージョンが普及することはなかった。
ブラームスはリストに敬意を抱いていなかったが、タウジヒとは親交を結び、その演奏技巧を念頭に置いて、2巻の《パガニーニの主題による変奏曲》（パガニーニ練習曲）を作曲した。

## 作品
- バラード『幽霊船 (Das Geisterschiff)』
- 2つの演奏会用練習曲
- 10の前奏曲
- ハンガリーのジプシーの歌